# Viva Santana!
Viva Santana! je kompilacijski album skupine Santana, ki je izšel leta 1988.
Album vsebuje trideset skladb, ki so bile posnete konec 60., 70. in začetek 80. let dvajsetega stoletja. Gre za predvsem posnetke v živo, prej neizdane verzije popularnih skladb in nekaj novih še neizdanih skladb. Od šestih skladb, ki so že prej izšle in jih album vključuje, je samo skladba »Evil Ways« v originalni verziji. Štiri skladbe so bile leta 1988 remiksane, peta pa je bila posneta na vaji z dodanimi vokali in remiksom leta 1987. Album je dosegel 142. mesto lestvice Billboard 200.

## Seznam skladb
| Disk 1 | Disk 1 | Disk 1                                                    | Disk 1  |
| Št.    | Naslov | Pisec                                                     | Dolžina |
| ------ | --- | --------------------------------------------------------- | ------- |
| 1.     | „Everybody's Everything‟ (remix 1988)                                                                        | Milton Brown/Teddy Moss/Carlos Santana                    | 3:31    |
| 2.     | „Black Magic Woman/Gypsy Queen‟ (remix 1988)                                                                 | Peter Green/Gabor Szabo                                   | 5:21    |
| 3.     | „Guajira‟ (remix 1988)                                                                                       | José Chepitó Areas/David Brown/Rico Reyes                 | 5:39    |
| 4.     | „Jungle Strut‟ (v živo, Montreux, Švica, 1971)                                                               | Gene Ammons                                               | 5:30    |
| 5.     | „Jingo‟ (remix 1988)                                                                                         | Babatunde Olatunji/Carlos Santana                         | 4:14    |
| 6.     | „Ballin'‟ (1967; še neizdana)                                                                                | Gregg Rolie/Carlos Santana                                | 6:25    |
| 7.     | „Bambara‟ (iz snemanja Zebop! (1980); še neizdana)                                                           | Armando Peraza/Raul Rekow/Orestes Vilató                  | 1:27    |
| 8.     | „Angel Negro‟ (iz snemanja Shangó (1982); še neizdana)                                                       | Carlos Santana                                            | 4:10    |
| 9.     | „Incident at Neshabur‟ (v živo, Fillmore West, San Francisco, 1971; izšlo na albumu Fillmore: The Last Days) | Alberto Gianquinto/Carlos Santana                         | 5:31    |
| 10.    | „Just Let the Music Speak‟ (iz snemanja Freedom (1986); še neizdana)                                         | Sterling Crew/Buddy Miles/Carlos Santana/Chester Thompson | 4:40    |
| 11.    | „Super Boogie/Hong Kong Blues‟ (v živo, 1985; neizdani skladbi)                                              | Hoagy Carmichael/Carlos Santana                           | 12:27   |
| 12.    | „Song of the Wind‟ (v živo, Pariz, Francija, 1977)                                                           | Gregg Rolie/Carlos Santana/Neal Schon                     | 5:03    |
| 13.    | „Abi Cama‟ (v živo, Pariz, Francija, 1983)                                                                   | Raul Rekow                                                | 1:49    |
| 14.    | „Vilato‟ (v živo, Pariz, Francija, 1983)                                                                     | Orestes Vilató                                            | 0:44    |
| 15.    | „Paris Finale‟ (v živo, Pariz, Francija, 1983)                                                               | Chester Thompson/Greg Walker                              | 3:38    |

| Disk 2 | Disk 2                                                                                          | Disk 2                                                                                   | Disk 2  |
| Št.    | Naslov                                                                                          | Pisec                                                                                    | Dolžina |
| ------ | ----------------------------------------------------------------------------------------------- | ---------------------------------------------------------------------------------------- | ------- |
| 1.     | „Brotherhood‟ (v živo, 1985)                                                                    | David Sancious/Carlos Santana/Chester Thompson                                           | 4:21    |
| 2.     | „Open Invitation‟ (v živo, The Warfield San Francisco, 1985)                                    | Dennis Lambert/David Margen/Brian Potter/Carlos Santana/Greg Walker                      | 6:21    |
| 3.     | „Aqua Marine‟ (v živo)                                                                          | Alan Pasqua/Carlos Santana                                                               | 6:47    |
| 4.     | „Dance Sister Dance (Baila Mi Hermana)‟ (v živo, California Jam II, Ontario, Kalifornija, 1978) | Leon "Ndugu" Chancler/Tom Coster/David Rubinson                                          | 6:39    |
| 5.     | „Europa (Earth's Cry Heaven's Smile)‟ (v živo, Osaka, Japonska, 1979)                           | Tom Coster/Carlos Santana                                                                | 7:11    |
| 6.     | „Peraza I‟ (še neizdana)                                                                        | Armando Peraza/David Sancious                                                            | 2:42    |
| 7.     | „She's Not There‟ (v živo, The Warfield San Francisco, 1985)                                    | Rod Argent                                                                               | 4:21    |
| 8.     | „Bambele‟ (v živo, Winterland Ballroom, San Francisco, 1973; še neizdana)                       | José Chepitó Areas/Armando Peraza                                                        | 2:50    |
| 9.     | „Evil Ways‟ (originalna verzija)                                                                | Sonny Henry/Joe Zack                                                                     | 3:55    |
| 10.    | „Daughter of the Night‟ (s snemanja Havana Moon (1982); dodani vokali in remix, 1987)           | Hasse Huss/Mikael Rickfors                                                               | 4:51    |
| 11.    | „Peraza II‟ (še neizdana)                                                                       | Armando Peraza/David Sancious                                                            | 1:26    |
| 12.    | „Black Magic Woman/Gypsy Queen‟ (v živo, Montreal, Kanada, 1982)                                | Peter Green/Gabor Szabo                                                                  | 6:24    |
| 13.    | „Oye Como Va‟ (v živo, Montreal, Kanada, 1982)                                                  | Tito Puente                                                                              | 4:13    |
| 14.    | „Persuasion‟ (v živo, festival Woodstock, 16. avgust 1969; še neizdana)                         | José Chepitó Areas/David Brown/Mike Carabello/Gregg Rolie/Carlos Santana/Michael Shrieve | 2:52    |
| 15.    | „Soul Sacrifice‟ (v živo, festival Woodstock, 16. avgust 1969; urejena verzija)                 | José Chepitó Areas/David Brown/Mike Carabello/Gregg Rolie/Carlos Santana/Michael Shrieve | 8:49    |